# بيدرو كونا (لاعب كرة طائرة)
بيدرو كونا (بالبرتغالية: Pedro Cunha‏) (10 يونيو 1983 بريو دي جانيرو في البرازيل - ) هو لاعب كرة طائرة شاطئية ولاعب كرة طائرة برازيلي. شارك في الألعاب الأولمبية الصيفية 2012.

## وصلات خارجية
- بيدرو كونا على موقع الاتحاد الدولي beach volleyball database (الإنجليزية)
- بيدرو كونا على موقع قاعدة بيانات الكرة الطائرة الشاطئية (الإنجليزية)
- بيدرو كونا على موقع أوليمبيديا (الإنجليزية)